# 鱼香肉丝

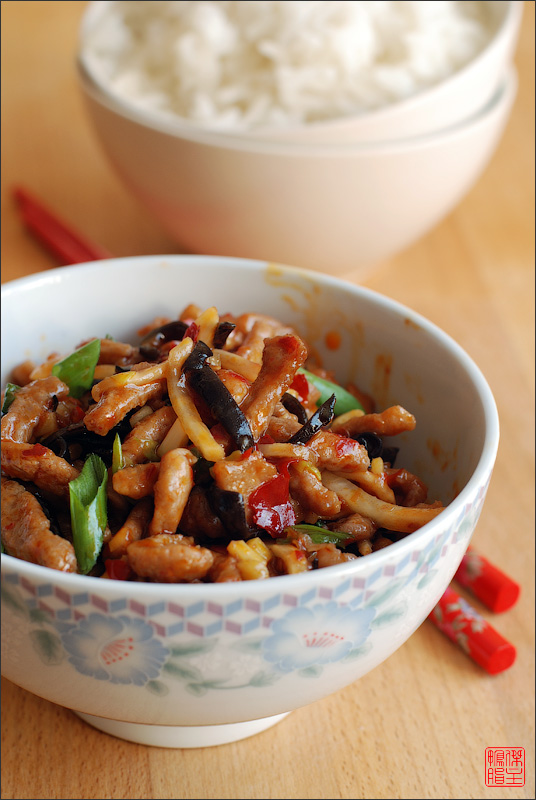

鱼香肉丝是一道常见川菜，上河帮川菜的代表菜色之一。鱼香是川菜主要传统味型之一。成菜具有鱼香味，但其味并不直接来自鱼，而是由醋、泡红辣椒、薑等调味品调制出的。此法源出于四川民间独具特色的烹鱼调味方法，而今已广泛用于川味的熟菜中，具有咸、酸、甜、辣、香、鲜和浓郁的葱、姜、蒜味的特色。

## 历史
鱼香味的菜肴最早是20世纪初叶以后才有的，首创者为民国初年的川菜大厨。1909年出版的《成都通览》收录了1328种川味菜肴，但却没有鱼香味菜，说明鱼香味菜只能是1909年以后才出现的。

## 常用材料
鱼香肉丝的主料是猪肉，要选用三成肥、七成瘦的猪肉切丝滑炒，方能使肉丝质地鲜嫩。成菜色红润、肉嫩、质鲜、富鱼香味。主料有猪肉、竹笋或莴笋（北方用水发玉兰片）、木耳。调料是：泡红椒、薑、蒜，以及盐、醋、糖等各适量。
口感：鲜、辣、酸、甜多種味道汇聚舌尖。
鱼香肉丝讲究“见油不见汤”，同鲁菜中的“抱汁芡”，酱汁应该不多不少地包裹在主料上，因此鱼香汁的调料比例要拿捏好。姜蒜要剁碎，同泡椒一起下锅炒到香酥，炒出辛香味，同时让人吃到嘴里后又不觉辛辣。
鱼香肉丝并不含有鱼肉，有不了解实情的食客会因此与店家发生争执，甚至报警要求警方主持公道。